# Ermita del Cristo (Navaconcejo)
La ermita del Santísimo Cristo del Valle o simplemente ermita del Cristo es una ermita de los siglos XVII-XVIII ubicada en la villa española de Navaconcejo, en la provincia de Cáceres. Alberga la imagen del Cristo del Valle, cuya fiesta se celebra a mediados de setiembre.

## Localización
La ermita se ubica junto a la orilla izquierda del río Jerte, en el cruce del paseo fluvial con la avenida Santísimo Cristo. Esta última avenida es una prolongación suroccidental de la calle Cañada Real, la calle principal del casco antiguo de la villa: antes de que el trazado urbano se extendiera en el siglo XX, una función de esta ermita era dar la bienvenida a Navaconcejo a quienes entraban desde la parte baja del valle, y la actual avenida Santísimo Cristo era el camino que daba acceso al casco urbano, que empezaba en la calle Cañada Real. La parcela de la ermita abarca una superficie gráfica de 172 m². Su extraordinaria cercanía al Jerte, a escasos diez metros de la orilla, hace que el edificio sea vulnerable a las crecidas del río: por ejemplo, en 2019 se produjo una inundación que llenó de agua y barro la avenida.

## Historia y descripción
Fue construida entre los siglos XVII y XVIII. Está compuesta por una única nave de planta rectangular con dos tramos, formada por muros de mampostería con algunos refuerzos de cantería de granito. Se apoya en pilares exentos y adosados de sillería y ladrillo y arcos de medio punto en sillería, que sostienen bóveda de cañón y cúpula de madera. El primer tramo de la nave tiene cubierta de dos aguas al exterior, y el segundo aparece como un cuerpo prismático de mayor envergadura y cubierta a cuatro aguas hacia el exterior.
Se accede al templo a través de su imafronte, protegido en su parte inferior por un atrio cerrado con rejas y cubierto por un tejado a tres aguas soportado por columnas en las esquinas exteriores. La portada es un arco de medio punto en cantería. Junto a la portada, posee dos ventanas cuadradas de cantería, una a cada lado de la puerta. En el hastial hay un óculo, y sobre él hay una espadaña moldurada. En el lado del evangelio se ubican la sacristía y un pequeño jardín, y en el lado de la epístola hay una larga inscripción de difícil lectura.
Presenta un interior totalmente reformado y enfoscado con cemento, en el cual destaca un retablo del siglo XVIII, que preside la capilla mayor dentro de un pequeño ábside semicircular. El retablo acoge la imagen de Jesús Crucificado, de la misma época que el retablo, conocida como el "Cristo del Valle". De acuerdo con el Interrogatorio de la Real Audiencia de Extremadura de 1791, la imagen era conocida en sus orígenes como "Cristo del Perdón"; el nombre de "Cristo del Valle" aparece ya en documentos del siglo XIX como el diccionario de Madoz. Según la leyenda local, esta imagen fue tallada para llevarla a la villa de Tornavacas, pero los bueyes se cansaron al llegar al punto de la actual ermita, lo que fue interpretado como una señal para su construcción en esta ubicación.
Delante de la ermita, a unos diez metros del atrio, se ubica un crucero consistente en una basa formada por dos peldaños de cantería de planta cuadrangular más un tercero parcialmente enterrado, con plinto moldurado prismático, y columna de fuste liso con éntasis. Sobre su pequeño remate cónico se ha colocado una cruz de hierro en sustitución de la antigua, que fue destruida. Por el aspecto de este crucero, se ha datado en la segunda mitad del siglo XVII.

## Uso actual
Desde el punto de vista eclesiástico, la ermita pertenece a la parroquia de Nuestra Señora de la Asunción, la única existente en Navaconcejo, dependiente de la diócesis de Plasencia. La ermita ha funcionado tradicionalmente mediante el sistema de mayordomía: según el Interrogatorio de la Real Audiencia de Extremadura de 1791, no tenía ni cofradía ni ermitaño, y su sostenimiento corría a cargo de los vecinos de la villa, encargándose del mantenimiento un mayordomo.
La principal función de esta ermita es albergar la sede religiosa de las fiestas del Santísimo Cristo del Valle, que tienen lugar a mediados de setiembre. Son las fiestas principales de esta villa y siguen el esquema habitual de las fiestas rurales de verano, englobando durante varios días diversos eventos, como actuaciones musicales y festejos taurinos. En esta festividad, la ermita alberga los actos del 14 de setiembre, día de la Exaltación de la Santa Cruz, cuando tiene lugar un rosario de la aurora a las seis de la mañana y una misa a las once, con reparto de dulces típicos; esto pone fin a una novena que los mayordomos organizan desde el día 5 del mismo mes. Es una fiesta muy antigua, pues el Interrogatorio de la Real Audiencia de Extremadura de 1791 ya menciona la misa del 14 de setiembre.
Pese a la regularidad anual de la fiesta, el Cristo del Valle de Navaconcejo solamente sale en procesión por las calles de la villa en situaciones excepcionales. Esta circunstancia hace que las procesiones tengan gran expectación, adornándose las calles con arcos y cruces de flores y muchos balcones con sábanas blancas. En el siglo XX fue especialmente conocida la procesión que se hizo en 1939 para rogar al Cristo contra la sequía, ya que antes de terminar la rogativa comenzó a llover fuertemente y hubo que guardar la imagen en una casa. En el siglo XXI destacó por su carácter multitudinario la procesión de 2014 en la cual, con motivo de unas obras de restauración en la ermita, la imagen recorrió la villa acompañada por la banda municipal de música de Plasencia.
El Plan General Municipal de Navaconcejo protege el edificio y el crucero vecino como monumentos de relevancia local, con un nivel de protección urbanística integral. Asimismo, el crucero está protegido como Bien de Interés Cultural por la declaración genérica del Decreto 571/1963.